# Cadfarch
Cadfarch est une communauté du Powys, au pays de Galles.

## Géographie
La communauté de Cadfarch se trouve dans le nord-ouest du Powys, dans le comté historique du Montgomeryshire, à la frontière du Gwynedd et du Ceredigion. La ville de Machynlleth se trouve à quelques kilomètres au nord. Elle comprend les villages et hameaux d'Abergwydol (en), Derwenlas (en), Forge (en) et Penegoes (en).

## Démographie
Au recensement de 2011, la communauté de Cadfarch comptait 855 habitants.